# Англо-американские отношения на Парижской конференции (Тиллман)
«Англо-американские отношения на Парижской мирной конференции 1919 года» (англ. Anglo-American relations at the Paris Peace Conference of 1919) — книга американского историка Сета П. Тиллмана, освещающая отношения между Великобританией и США в период проведения Парижской мирной конференции 1919—1920 годов; работа была впервые опубликована издательством Принстонского университета в 1961 году.

## Описание и история
Парижская мирная конференция была местом создания Лиги Наций. Основная идея Тиллмана состоит в том, что конференция стала для относительно изолированных в то время США воротами в мировую политику с крайне благоприятными обстоятельствами. В то же время, личности представителей двух стран сильно отличались: американский президент Вудро Вильсон использовал моральные суждения, а британский премьер-министр Ллойд Джордж апеллировал к целесообразности и выгодности либерализма. Тиллман рассматривает политику двух стран по каждому конкретному вопросу отдельно, заключая, что Интересы Великобритании и США в этот период почти полностью совпадали.

## Критика
Эдвард Бьюриг в своей рецензии критикует Тиллмана за то, что в книге не сказано, как именно Вильсон и Джордж представляли роль своих стран в Лиге Наций (Бьюриг считает, что англо-американские отношения были центром гравитации для Лиги Наций).
Фред Уинклер указывает на то, что персона Вильсона описана менее подробно чем Джорджа, а его мотивация по нескольким вопросам остаётся малопонятна. В то же время, он признаёт, что книга стала результатом тщательной исследовательской работы, включающей как опубликованные материалы, так и личные дневники, мемуары и архивные документы.

## Издания и переводы
- Seth P. Tillman. Anglo-American relations at the Paris Peace Conference of 1919 :  [англ.]. — Princeton : Princeton University Press, 1961. — xiv, 442 p. — OCLC 419009327.
  - Seth P. Tillman. Anglo-American relations at the Paris Peace Conference of 1919 :  [англ.]. — Princeton : Princeton University Press, 2016. — 458 p. — ISBN 9780691625713. — ISBN 9780691652115. — ISBN 9781400876723.